# Dub za Čimickou hájovnou
Dub za Čimickou hájovnou je památný strom, který roste v severní části Prahy v Čimickém háji za hájovnou kousek za plotem.

## Parametry stromu
- Výška (m): 32,5
- Obvod (cm): 355 (363 v roce 2011)
- Ochranné pásmo: kruh o poloměru 11 m
- Datum prvního vyhlášení: 20.09.2004[1]

## Popis
Dub za hájovnou je druhým nejstarším dubem v lesním komplexu Čimického háje. Přestože je mladší ze dvou zdejších dubů, jeho koruna je mnohem větší. Má dlouhý rovný kmen, který se na další větve rozděluje ve značné výšce. Vysoko položená koruna je košatá a jde do výšky místo do šířky.

## Zajímavosti
Akademický malíř Jaroslav Turek zachytil na svém obraze z roku 1969 oba památné duby.

## Galerie

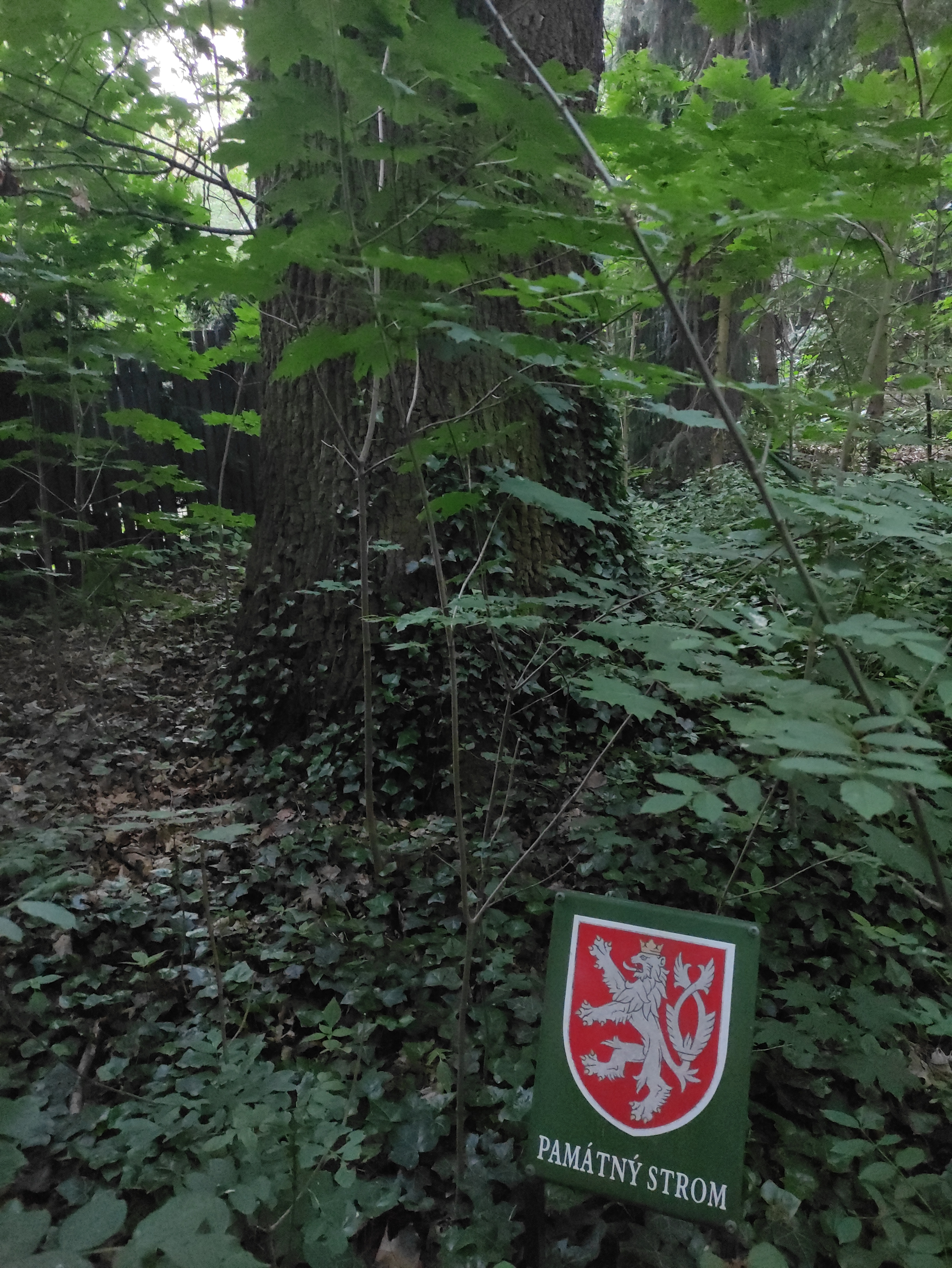